# Gyönk
Gyönk är en ort i Ungern.   Den ligger i provinsen Tolna, i den västra delen av landet, 110 km söder om huvudstaden Budapest. Gyönk ligger 138 meter över havet och antalet invånare är 2 148.